# Phare de l'Île Verte
Le phare de l'Île Verte est un phare construit sur l'Île Verte, au Québec. Datant de 1809, il est le plus ancien sur le Saint-Laurent et le troisième au Canada.

## Histoire
Construit entre 1806 et 1809 pour le compte de Trinity House de Québec, qui était responsable de l'amélioration et de la surveillance de la navigation dans le bas du fleuve Saint-Laurent, il compte parmi les premiers phares érigés au Canada et le premier construit sur les rives du Saint-Laurent.
Le phare de l'Île Verte illustre l'expansion de la navigation et du commerce au début du XIXe siècle et marque une étape importante de l'aménagement d'un réseau de voies navigables sûres au Canada.
Le dernier gardien a quitté le phare en 1972.

## Gardiens
Les gardiens du phare de l'Île Verte, :
- 1809-1827 : Charles Hambelton
- 1827-1867 : Robert-Noël Lindsay
- 1867-1888 : Guilbert Lindsay
- 1888-1927 : René W. Lindsay
- 1927-1964 : Joseph-Alfred “Freddy” Lindsay
- 1964-1972 : Armand Lafrance

## Un modèle
Le phare de l'Île Verte a servi de prototype pour la construction d'autres phares le long du Saint-Laurent, de par sa construction en maçonnerie, sa forme cylindrique, sa petite taille et sa simplicité générale. La longévité du bâtiment et son utilisation continue témoignent du succès de ce modèle, qui s'est avéré hautement fonctionnel, ainsi que de la qualité des matériaux employés et de la construction.

## Patrimoine
Le phare de l'Île Verte renforce le caractère austère de son emplacement sur la côte. Le bâtiment est un repère important dans la région; il est aujourd'hui un lieu touristique et un objet de fierté dans la région.
Édifice fédéral, il a été désigné lieu historique national du Canada par la Commission des Lieux et Monuments Historiques du Canada en 1974 en raison de son importance historique, de l'intérêt qu'il présente sur le plan architectural et de la place privilégiée qu'il occupe dans son milieu.
C'est le 3e plus vieux phare du Canada.
Le 16 juin 2022, il est classé immeuble patrimonial par le ministre de la Culture et des Communications. Il fait aussi partie du site patrimonial du Phare-de-l'Île-Verte, qui a été cité comme site patrimonial par la municipalité de Notre-Dame-des-Sept-Douleurs le 1er juin 2007 et classé par le ministre de la Culture et des Communications le 16 juin 2022.

### Photo
|  |